# 1005
| 1005               |
| ------------------ |
| Dødsfald - Fødsler |
|                    |

| Gregoriansk kalender | 1005 MV                 |
| Ab urbe condita      | 1758                    |
| Armensk kalender     | 454 ԹՎ ՆԾԴ              |
| Kinesiske kalender   | 3701 – 3702 甲辰 – 乙巳 |
| Etiopisk kalender    | 997 – 998               |
| Jødisk kalender      | 4765 – 4766             |
| Hindukalendere       |                         |
| - Vikram Samvat      | 1060 – 1061             |
| - Shaka Samvat       | 927 – 928               |
| - Kali Yuga          | 4106 – 4107             |
| Iransk kalender      | 383 – 384               |
| Islamisk kalender    | 395 – 396               |

Konge i Danmark: Svend Tveskæg 986/87-1014
Se også 1005 (tal)

## Dødsfald
- Sigmundur Brestisson (f. 961) kristnede Færøerne og blev dræbt af Torgrímur Illi i Sandvík på Suðuroy.